# パズル/ビギナードライバー
「パズル/ビギナードライバー」は、 伊藤かな恵の6枚目のシングル。2012年8月8日にLantisから発売された。

## 概要
前作「つまさきだち」から約1年2ヶ月強ぶりのリリースであり、2012年1作目、自身初の両A面となるシングル。メインレーベルからの発売は「いじわるな恋」以来3作ぶりとなる。表題曲「パズル」は、漫画『侵略!イカ娘』単行本第12巻の限定版に付属されるOADのエンディングテーマになっている。
前作はMusic Clipを収録した初回限定盤と、通常盤の2種類の仕様が採用されたが、今作は「メタメリズム」と同様CD+DVDのみである。

## 収録曲
1. パズル
作詞・作曲：アツミサオリ 編曲：菊谷知樹
  - 　漫画『侵略!イカ娘』単行本第12巻限定版付属OAD・エンディングテーマ
2. ビギナードライバー
作詞：矢吹香那 作曲・編曲：渡辺和紀
  - 　｢アニソンぷらす｣2012年8月度オープニングテーマ
3. パズル(Instrumental)
4. ビギナードライバー(Instrumental)